# Viviers-lès-Lavaur

Viviers-lès-Lavaur este o comună în departamentul Tarn din sudul Franței. În 2009 avea o populație de 188 de locuitori.

## Evoluția populației
| An        | 1975 | 1982 | 1990 | 1999 | 2006 | 2009 |
| --------- | ---- | ---- | ---- | ---- | ---- | ---- |
| Populație | 132  | 140  | 156  | 159  | 177  | 188  |